# Shadows Fall
Shadows Fall é uma banda de metalcore americana formada em Springfield, Massachusetts, no final de 1995. Eles são uma das poucas bandas com influência lírica de Budismo. Embora tenham sofrido várias mudanças, a formação da banda foi, a maior parte do tempo, composta por Brian Fair (vocais), Jonathan Donais (guitarra), Matt Bachand (guitarra), Paul Romanko (contrabaixo) e Jason Bittner (bateria).
Shadows Fall já lançou cinco álbuns de estúdio, duas coletâneas e um DVD. O primeiro álbum da banda contou com Philip Labonte nos vocais, mas ele foi logo substituído por Faire. Os dois primeiros álbuns de estúdio contaram com David Germain tocando bateria, mas em 2002 ingressou na banda Bittner. Em Fevereiro de 2008, a banda foi nomeada para um Grammy Award na categoria "Melhor Performance de Metal" para a música "Redemption", do álbum Threads of Life. A banda foi abandonada pela distribuidora internacional Roadrunner Records no início de Outubro de 2008. Os rumores são de que eles precisam renegociar seu contrato com a Atlantic Records.

## História

### Somber Eyes to the SkyeOf One Blood(1995-2000)
Shadows Fall foi formada em 1995 pelos guitarristas Jonathan Donais e Matt Bachand, com a ajuda de Adma Dutkiewicz. Donais e Bachand recrutaram o vocalista Philip Labonte, e o baixista Paul Romanko para completar a formação. A banda lançou o seu primeiro EP To Ashes com Dutkiewicz na bateria. Após a liberação da demo, Dutkiewicz saiu da banda para formar o Killswitch Engage. David Germain ingressou como baterista da banda para preencher a função. Shadows Fall realizou turnê da Inglaterra abrindo para Fear Factory e Cannibal Corpse. A recém-formada banda gravado o seu primeiro estúdio, Somber Eyes to the Sky, em 30 de novembro de 1997, através da Lifeless Records. O nome da banda, de acordo com Bachand, vem do título de um livro em quadrinhos publicado na início de 1990.
Em 1998, Labonte foi convidado a abandonar a banda devido a diferenças pessoais e artísticas. Mais tarde formou a banda All That Remains. A banda procurou e encontrou um substituto; Brian Fair, da banda Overcast. Após uma turnê nos Estados UNidos com Shai Hulud, Overcast dissolveu a banda e perguntou se ele gostaria de aderir ao Shadows Fall, que assinou com a Century Media Records. A banda gravou seu segundo álbum de estúdio Of One Blood com Fair nos vocais em 2000, incluída a regravação de músicas de Somber Eyes to the Sky. Após a gravação do álbum Germain deixou a banda, e foi substituído pelo baterista Jason Bittner.

### The Art of Balance (2001-2003)
Shadows Fall entrou em estúdio para gravar seu terceiro álbum, intitulado The Art of Balance. Lançada em 17 de setembro de 2002, o álbum pico atingiu a posição número 15 na Billboard Top Independent de álbuns independentes. A banda liberou três vídeos para promover o álbum, "Thoughts Without Words", "Destroyer of Senses", e "The Idiot Box". The Art of Balance trouxe um cover do Pink Floyd para a música "Welcome to the Machine". Steve Huey do Allmusic declarou o álbum como "um moderno metal pesado que é ao mesmo tempo brutal e altamente tradicional, mas transmite pensar". O Shadows Fall realizou turnê por no Ozzfest em 2003.

### The War Within (2004-2006)

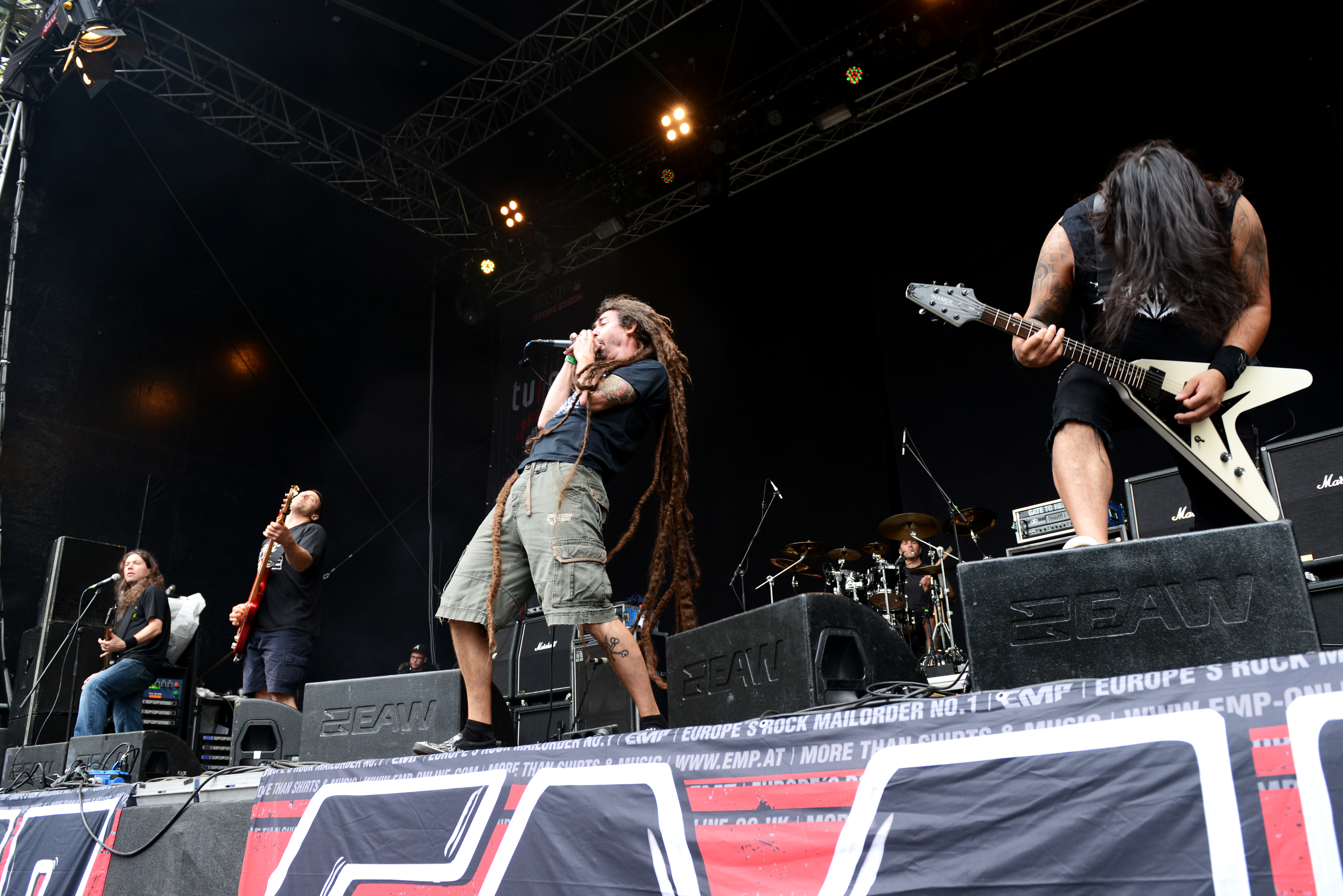
Shadows Fall, Turock Open Air en Essen, 2014

Shadows Fall publicou o seu quarto álbum estúdio A Guerra Dentro de 21 de Setembro de 2004. Foi a primeira liberação para entrar no Billboard 200 para a banda, no número 20, e culminou em uma série sobre o Top Independente álbuns gráfico.  Em promoção para o álbum, Shadows Fall liberada quatro vídeos musicais ao longo de um ano , "The Power Of I and I", "What Drives the Weak", "Inspiration on Demand", e "Enlightened By The Cold" . A canção "What Drives the Weak" recebeu um Grammy Award nomeação para Melhor Metal Desempenho em 2006, porém o prêmio foi para Slipknot para a canção "Before I Forget" . "The Light That Blinds" foi caracterizado no vídeo game Guitar Hero II. Wade Kergan de Allmusic elogiou o álbum declarando a banda tem "crescido para além dos limites do metal-hardcore multidão amar de qualquer maneira, agora com mais em comum com o clássico do Metallica do que o thrash metal-hardcore tingidas de Coalesce."  Tal como de 2008, o álbum já vendeu quase 300.000 cópias nos Estados Unidos . 
Shadows Fall publicou o seu primeiro DVD A Arte do Turismo em Novembro de 2005. O DVD incluído um concerto ao vivo, filmagens nos bastidores, e seis vídeos musicais.  A banda publicou o seu último CD no Century Media Records, intitulado consequências da guerra em 13 de junho de 2006. Lançada como uma compilação álbum, que estreou no número 83 na Billboard 200. Acontecimentos da Guerra incluídas faixas gravadas para a guerra Dentro que não torná-lo para o álbum, lados-b, re-gravações, e abrange canções. David Jeffries de Allmusic alegou o álbum é "um grande informal introdução à feroz e melódica witches' brew Shadows Fall parece sempre prego."

### Threads of Life (2007-presente)
Shadows Fall assinou um acordo com an Atlantic Records para a distribuição dos álbuns da banda nos Estados Unidos, e um acordo com a Roadrunner Records para a distribuição internacional.  A banda publicou o seu quinto álbum estúdio Threads da Vida em 3 de abril de 2007. "Redenção", o primeiro single do CD foi lançado em 20 de fevereiro de 2007 através do iTunes com um vídeo musical . "Redenção" recebeu um Grammy Award nomeação para Melhor Metal desempenho; como a cerimônia de premiação, realizada em 10 de fevereiro de 2008 . Slayer's "Olhos da Insane" ganhou o prêmio. Thom Jurek de Allmusic Shadows Fall declarou ter "perdido nenhum dos incêndios, ataque ou atitude" sobre Threads da Vida. Jurek também disse que o álbum featured "assassino guitarra pausas, Big Fat chugging riffs, poder-slam pele trabalho, gado prod baixo, e arrefecer pouco ganchos melódicos e toca em cima dessas bludgeoning riffs fazer Threads da Vida uma grande etiqueta estréia do mérito, metal e um recorde digno de festejar. " Keith Bergman de Blabbermouth.net declarou" Threads of Life é liso como o inferno. " 
Shadows Fall turnê em apoio de Threads da Vida, inclusive fazendo aparições em Jägermeister turnê com o Stone Sour e Lacuna Coil , a Operação aniquilação turnê com Static-X, 3 polegadas de Sangue, e heresia Divino,  e as Black Cruzada turnê com Trivium, Machine Head, Dragonforce, e Arch Enemy.  A banda foi uma parte da onda sonora turnê na Austrália e na Ásia, em Fevereiro de 2008, juntamente com Killswitch Engage, As I Lay Dying, e sangramento Através.  
Shadows Fall está rumores de estar a planear o lançamento do próximo álbum, em que os E.U. e Canadá independente através de um acordo com a Independent Label Group, que é composto da Warner Music Group's Records Asilo e East West Records. Baterista Jason Bittner declarou recentemente sobre a banda de novo material, "As músicas são um pouco mais sobre as mais escuras, irritado lado ... lotes de peso, muita loucura guitarra, e os lotes de quarto para eu ter algum divertimento. Não há dúvida em minha mente que este será o melhor desempenho da minha carreira, até agora, e devo isso a meus rapazes para me trazer incrível riffs assassino para escrever peças de percussão. "

## Integrantes

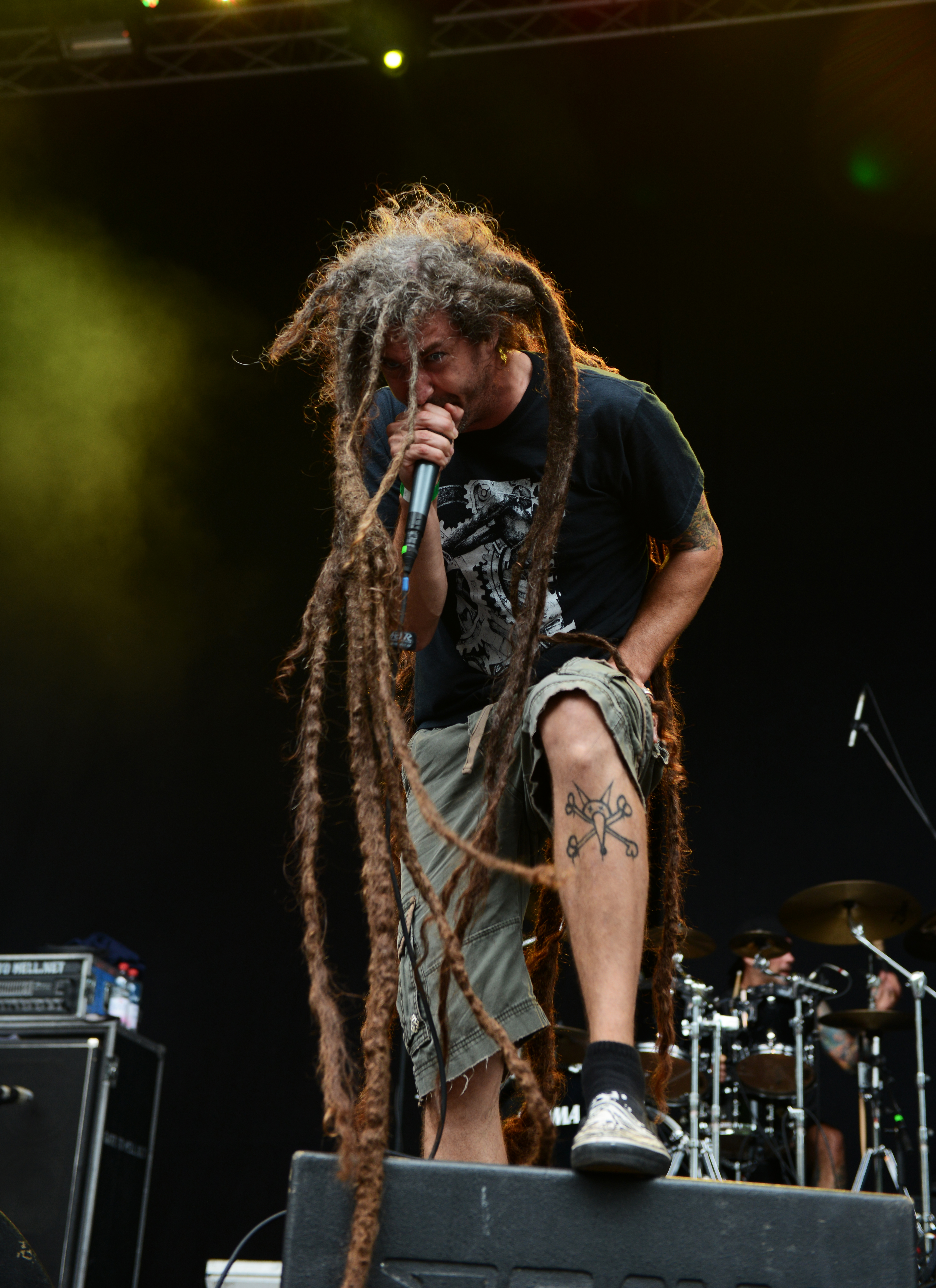
Brian Fair, 2014
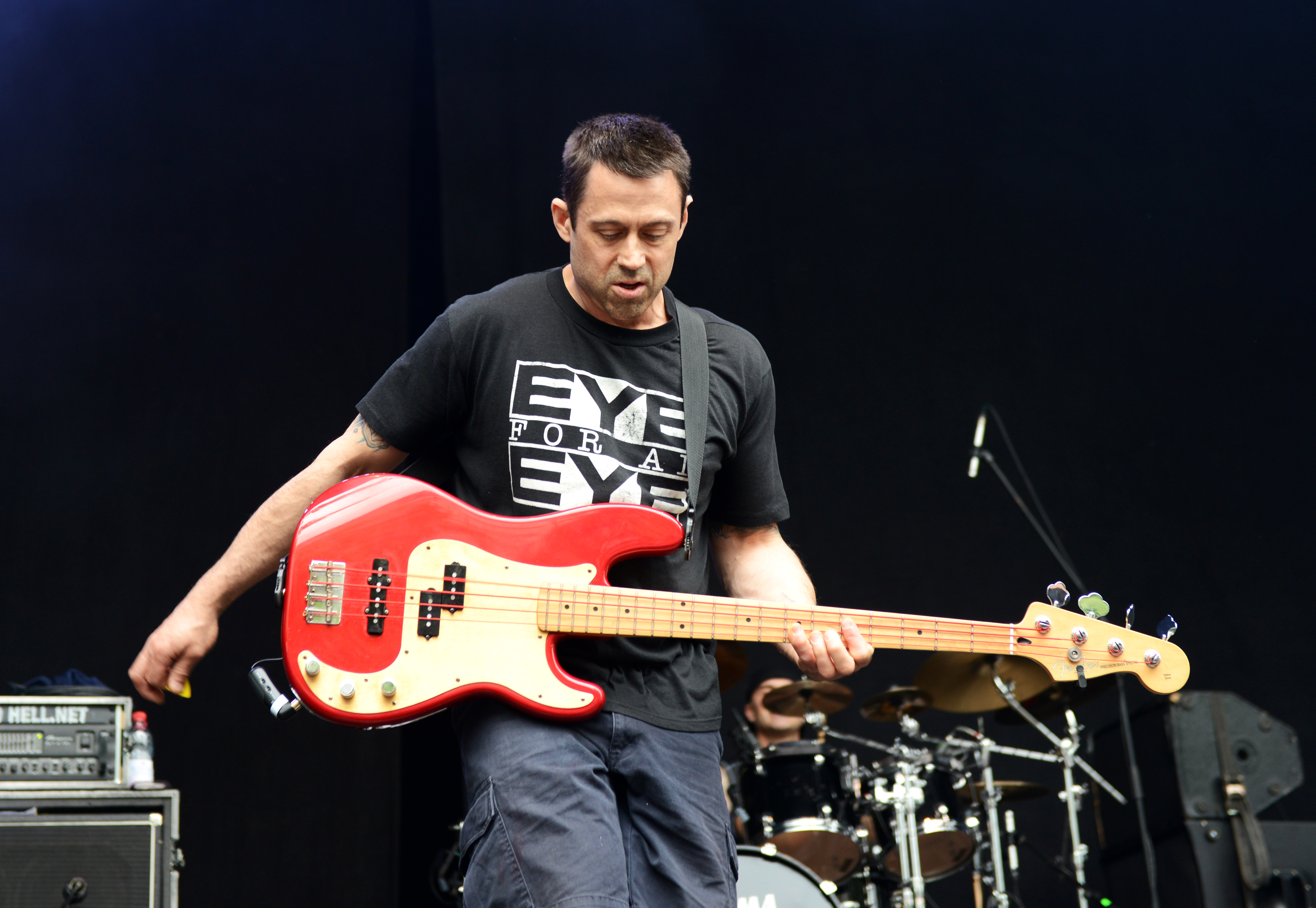
Paul Romanko, 2014
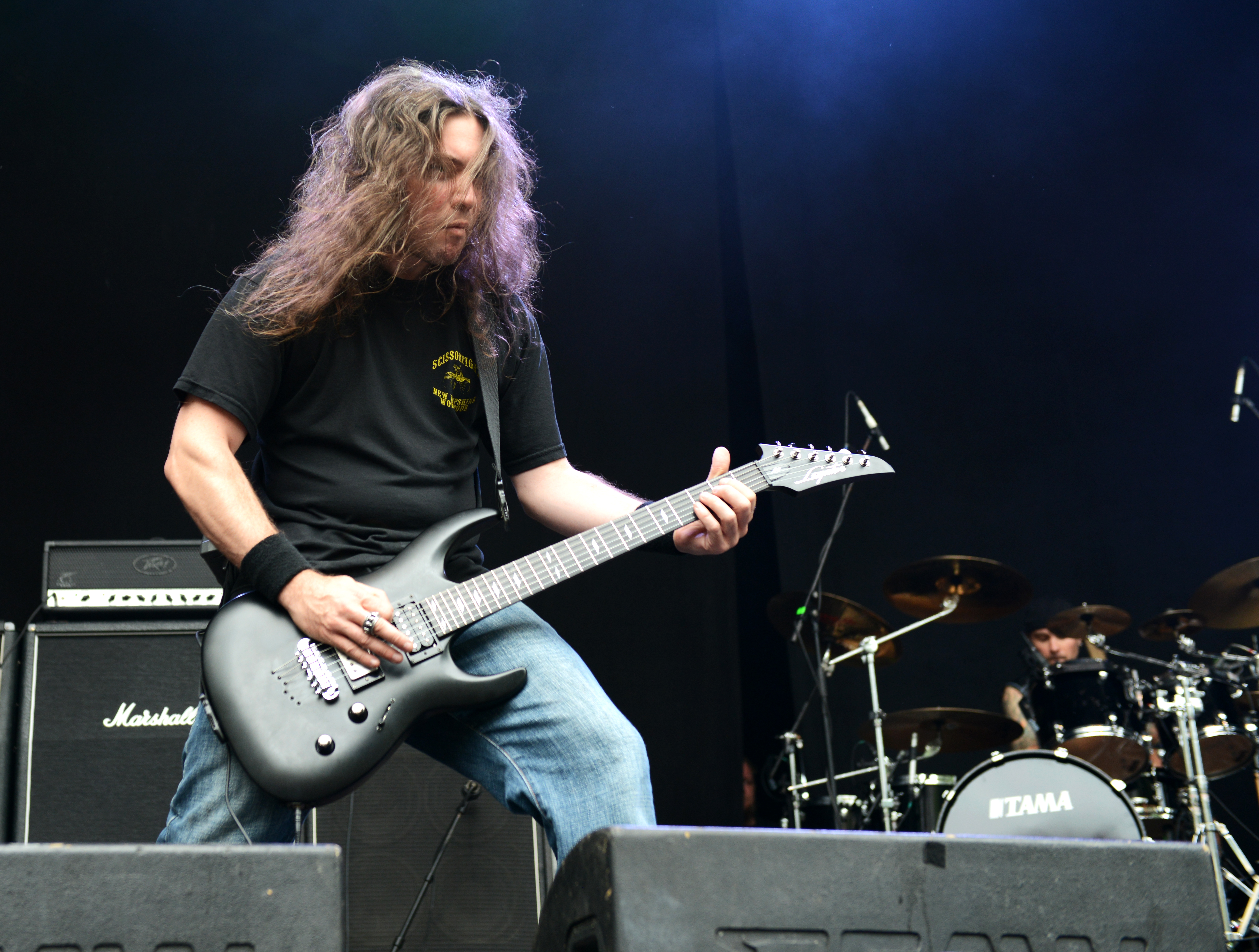
Matt Bachand, 2014
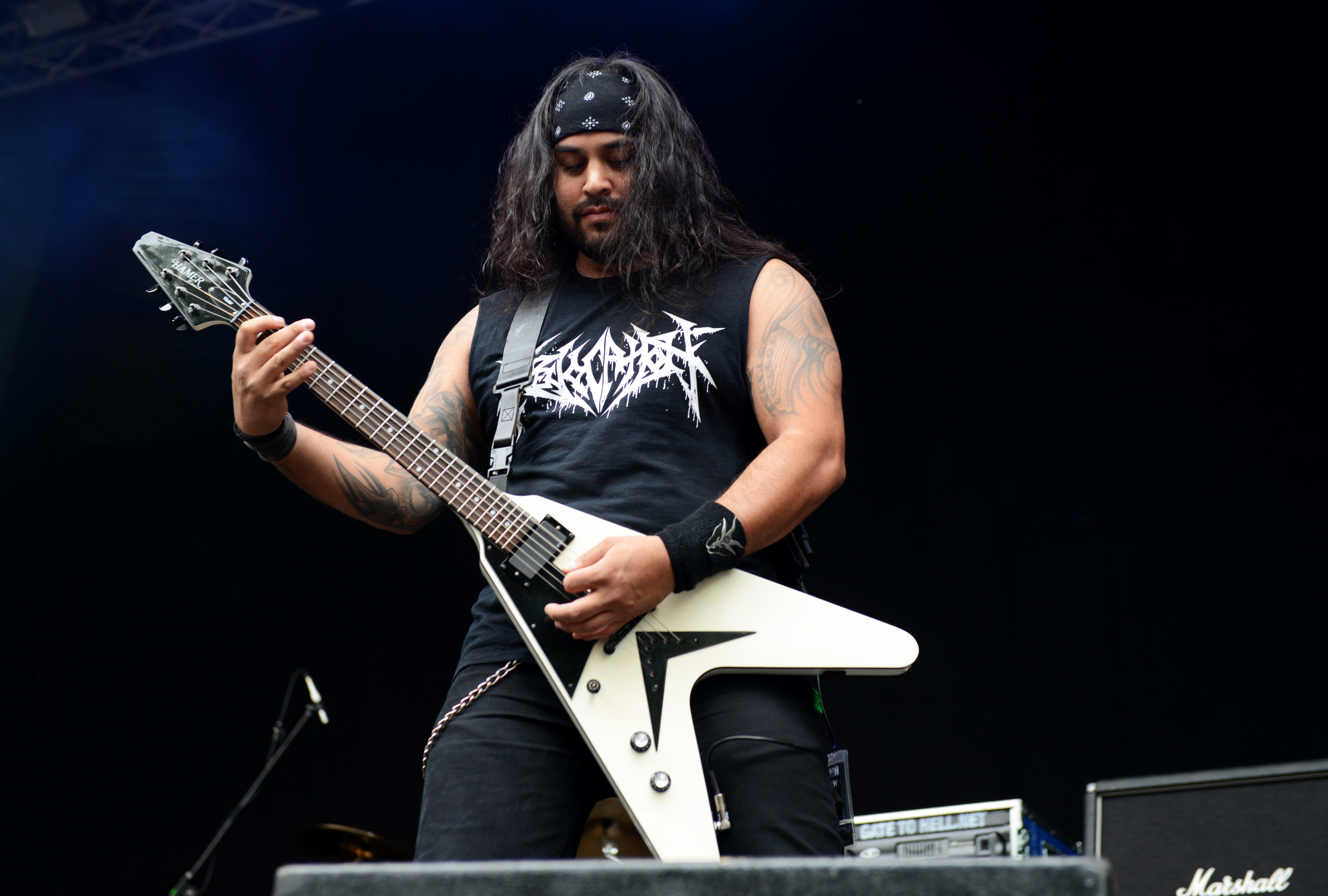
Felipe Roa, 2014